# Raión de Leningrádskaya
El raión de Leningrádskaya (del ruso: Ленинградский район) es uno de los treinta y siete raiones en los que se divide el krai de Krasnodar, en Rusia. Está situado en el área septentrional del krai. Limita al sur y al oeste con el raión de Kanevskaya, al noroeste con el raión de Starominskaya, al nordeste con el raión de Kushchóvskaya y al este con el raión de Krýlovskaya y el de Pávlovskaya. Tenía una superficie de 1 416 km² y 65 268 habitantes en 2010. Su centro administrativo es Leningrádskaya.
El relieve del raión, enclavado en las tierras bajas de Kubán-Azov, es llano. La tierra es del tipo chernozem. El río Sosyka, afluente del río Yeya, baña el norte y el este del raión, mientras que al sur discurre el río Chelbas. En el área noroccidental del raión nace el río Albashí.

## Historia
El raión de Umánskaya fue establecido el 2 de junio de 1924 en la composición del ókrug de Kubán del óblast del Sudeste sobre territorio del anterior otdel de Yeisk del óblast de Kubán-Mar Negro. Su centro era Úmanskaya. Inicialmente lo formaban cinco selsoviets: Beli, Krýlovski, Kulikovski y Novoplatnírovski y Úmanski. El 16 de noviembre de ese año pasó a formar parte del krai del Cáucaso Norte.
El 21 de febrero de 1927, el distrito fue disuelto e integrado en los raiones de Pávlovskaya y Kanevskaya. Como resultado de la descentralización del raión de Pávlovskaya el 31 de diciembre de 1934 se establecieron los raiones de Leningrádskaya (con centro en Leningrádskaya) y de Stalin (con centro en Krýlovskaya). Ambos distritos entraron a formar parte del krai de Krasnodar el 13 de septiembre de 1937 y fueron unidos en el raión de Stalin, con centro en Leningrádskaya, el 22 de agosto de 1953. Sería rebautizado con el nombre actual el 12 de diciembre de 1960. El distrito fue disuelto e integrado en el raión de Pávlovskaya entre el 11 de febrero de 1963 y el 3 de marzo de 1964. En 1993 los selsoviets se transformaron en municipios. La división administrativa actual del raión en 12 municipios rurales fue establecida en 2005.

## Demografía
| Año  | Población |
| ---- | --------- |
| 1959 | 57 620    |
| 1970 | 58 026    |
| 1979 | 58 887    |
| 1989 | 61 352    |
| 2002 | 66 679    |
| 2009 | 65 302    |
| 2010 | 65 268    |

## División administrativa
El raión se divide en doce municipios rurales, que engloban a 33 localidades.
| Municipios de tipo urbano          | Poblaciones*                                                                                           |
| ---------------------------------- | --- |
| Municipio urbano Leningrádskoye    | - stanitsa Leningrádskaya - jútor Andriúshenko - jútor Vostochni - jútor Krasnostreletski              |
| Municipio rural Belojútorskoye     | - jútor Beli                                                                                           |
| Municipio rural Vostochnoye        | - posiólok Bichevi - posiólok Burdatski - posiólok Smeli - posiólok Trudovói - posiólok Yutro          |
| Municipio rural Západnoye          | - jútor Západni - jútor Romashki                                                                       |
| Municipio rural Korzhovskoye       | - jútor Korzhi                                                                                         |
| Municipio rural Krýlovskoye        | - stanitsa Krýlovskaya                                                                                 |
| Municipio rural Kulikovskoye       | - posiólok Kulikovski                                                                                  |
| Municipio rural Novoplatnírovskoye | - stanitsa Novoplatnírovskaya - jútor Lénina                                                           |
| Municipio rural Novoúmanskoye      | - posiólok Oktiabrski - jútor Beriózanski - posiólok Izobilni - posiólok Blizhni - jútor Rekonstruktor |
| Municipio rural Obraztsovoye       | - posiólok Obraztsovi - jútor Vysotni - jútor Lashtovanni - jútor Solnechni                            |
| Municipio rural Pervomaiskoye      | - stanitsa Pervomaiski                                                                                 |
| Municipio rural Úmanskoye          | - posiólok Úmanski - posiólok Grachovka - posiólok Motorni                                             |

*Los centros administrativos están resaltados en negrita.

## Economía y transporte
La principal actividad económica de la región es la agricultura. En cuanto a los recursos minerales, cabe destacar la extracción de gas natural.
La línea de ferrocarril del Cáucaso Norte (estación Umánskaya en Leningrádskaya) atraviesa de noroeste a sudeste el raión. 

## Medios de comunicación
- Stepnye zori (Степные зори), gaceta del raión, se publica desde 1934.
- Estudios televisivos Stimul (Стимул), fundada en 1992.

## Personalidades
- Klavdia Kudriashova (*Beli, 1925), mezzosoprano.